# Vícar

Vícar este o municipalitate și un oraș din provincia Almería, Andaluzia, Spania, cu o populație de 16.464 locuitori.